# Centre Europeu de Prevenció i Control de Malalties
El Centre Europeu de Prevenció i Control de Malalties (en anglès European Centre for Disease Prevention and Control o ECDC) és una agència de la Unió Europea (UE) que s'ocupa de lluitar contra les malalties infeccioses.

## Història
Creada el març de 2004 pel Consell de la Unió Europea i el Parlament Europeu, va entrar en funcionament el març de 2005 i té la seu a la ciutat d'Estocolm, concretament al municipi de Solna.
Actualment el seu director executiu és el Dr Andrea Ammon.

## Funcions i programes
Els programes de malalties de l'ECDC cobreixen la resistència als antimicrobians i les infeccions associades a l'assistència sanitària; malalties emergents i transmeses per vectors; malalties i zoonosis transmeses pels aliments, SARS i l'aigua; VIH/sida, infeccions de transmissió sexual i hepatitis vírica; grip i altres virus respiratoris; tuberculosi; i malalties prevenibles per vacunes.